# إبراهيم بار هليل
إبراهيم بار هليل كان شاعرًا مصريًا باللغة العبرية، ازدهر في القرن 12، وقد اُكتشفَت أعماله في عام 1896 في جنيزة القاهرة. كتب مخطوطة زوتا بأسلوب نثري أنيق، يروي فيها قصة سقوط زعيم يهودي مصري معاصر. كمقدمة وخاتمة، أضاف قصائد تظهر أن مؤلفها كان شاعرًا ماهرًا. تم الانتهاء من هذا العمل في عام 1176.